# M16 Multiple Gun Motor Carriage
Le M16 Multiple Gun Motor Carriage, également connu sous le nom de M16 half-track, était une arme antiaérienne automotrice américaine construite pendant la Seconde Guerre mondiale. Il était équipé de quatre mitrailleuses Browning M2 de 0,5 pouce (12,7 mm) dans un Quadmount M45. 2 700 exemplaires ont été produits par la White Motor Company de mai 1943 à mars 1944, 568 MGMC M13 et 109 demi-chenilles T10 étant également convertis en M16.
Le châssis était dérivé du châssis T1E2, une version antérieure du M13. Basé sur un M3 Half-track, il remplace le M13 Multiple Gun Motor Carriage (en) après le début de 1944. L'utilité du M16 s'est réduite au fur et à mesure que les avions se perfectionnaient. Pendant la guerre de Corée, il a été relégué principalement au rôle de soutien au sol, mis hors service dans l'armée américaine en 1954.
Surnommé le "hachoir à viande", le M16 était célèbre pour son efficacité contre les avions volant à basse altitude et l'infanterie, ce qui le rendait extrêmement populaire auprès des soldats. Il a été utilisé par l'armée américaine, le Commonwealth britannique et la Corée du Sud. Une version similaire du M16, le M17, était basée sur le half-track M5 et exportée via prêt-bail vers l'Union soviétique.

## Caractéristiques
Les spécifications du M16 étaient similaires à celles du M3 Half-track. Il mesurait 6,5 m de long (avec un empattement de 3,44 m), 2,16 m de large, 2,34 m de haut et pesait 9,9 tonnes courtes (9 t). La suspension consistait en une suspension à ressorts hélicoidaux pour les chenilles et des ressorts à lames pour les roues.
Il était propulsé par un moteur à essence White 160AX de 128 chevaux (95 kW) et six cylindres de 386 pouces cubes (6 300 cm3). Il avait un taux de compression de 6,3:1 et un réservoir de carburant de 230 l (60 US gallons). Il pouvait atteindre une vitesse de pointe de 67,1 km/h (41,7 mph), une autonomie de 282 km (175 miles) et un rapport poids/puissance de 15,8 chevaux par tonne. Il disposait d'un armement principal de quatre mitrailleuses de 12,7 mm dans un support quadruple M45 Quadmount et d'un blindage de 12 millimètres à l'avant et sur les côtés.

## Développement

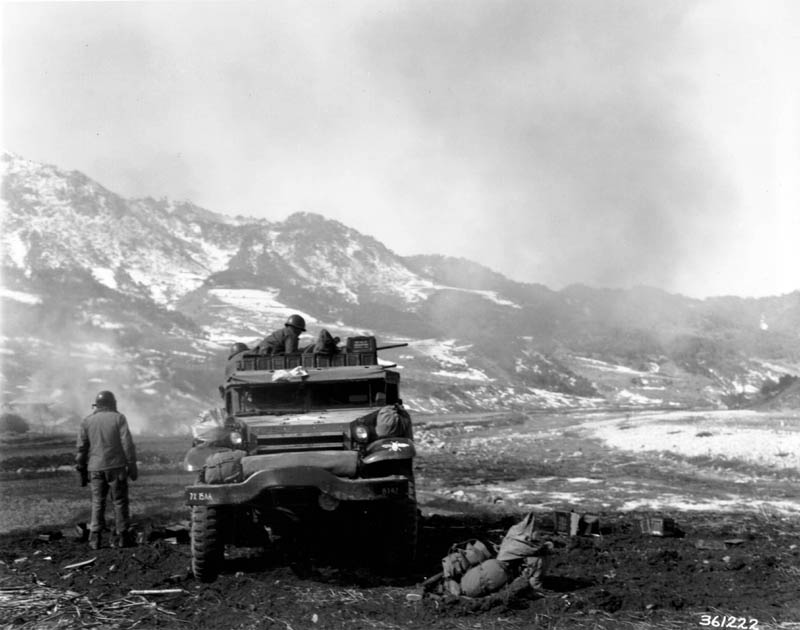
Un M16 en mars 1951, pendant la guerre de Corée

Le M16 était une amélioration de la mitrailleuse lourde M2 Browning de calibre 50 équipée des M13 MGMC et M14 MGMC (construits respectivement sur un châssis semi-chenillé M3 et M5). Il était basé sur un modèle antérieur du M13 (le T1E2), mais l'affût Maxson M33 était remplacé par le Quadmount M45 et le châssis demi-chenille M2 était remplacé par le châssis M3.
Ce prototype était initialement désigné comme le T61 MGMC, mais après des essais à Aberdeen, il a été accepté comme le M16 Multiple Gun Motor Carriage. Quelques corrections ont été apportées sur un véhicule pilote au début de 1943 (notamment l'ajout d'un bouclier de canon) avant le début de la production.
Au total, 2 877 exemplaires ont été produits par la White Motor Company pendant la période allant de mai 1943 à mars 1944, tandis que les 568 M13 et 109 half-tracks T10 ont également été convertis en M16,. La production des M13 et M14 a été arrêtée au profit de la production des M16 et M17 (un M16 construit sur un châssis de demi-piste M5).

## Historique du service

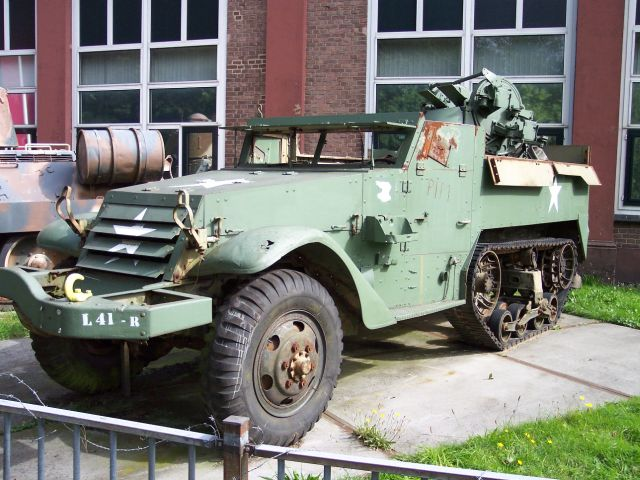
Un half-track M16 endommagé dans un musée allemand en 2004

Le M16 MGMC est entré en service au début de 1944, le M13 ayant été retiré de la circulation peu après. Le M16 était surnommé "le hachoir à viande" pour sa puissance de feu mortelle, et était extrêmement populaire auprès des troupes. En plus de son rôle anti-aérien, le M16 était utilisé pour le soutien de l'infanterie, souvent accompagné du M15 Combination Gun Motor Carriage. Le M17 MGMC a principalement servi avec l'Union soviétique dans le cadre de l'opération Bagration et de quelques autres batailles.
Le M16 a été utilisé par les forces américaines lors de la campagne d'Italie, l' opération Overlord, la bataille d'Arracourt et la bataille des Ardennes en Europe du Nord. Un petit nombre a été fourni au Royaume-Uni et à la France dans le cadre d'un prêt-bail. Le véhicule a également été largement utilisé pendant la guerre de Corée par l' armée sud-coréenne, le Corps des Marines des États-Unis et l'armée américaine.
Les avions étant de plus en plus perfectionnés au cours de la durée de vie du M16, son rôle d'arme anti-aérienne mobile s'est limité. Pendant la guerre de Corée, il a principalement servi dans le rôle d'appui au sol, où il était très efficace. Fin 1951, il a été déclaré "standard limité" et largement retiré du service de l'armée américaine en Corée, bien que quelques exemplaires aient servi jusqu'à la fin de la guerre. Il a été déclaré obsolète par l'armée américaine en 1958.

## Opérateurs
- USA: United States – United States Army, U.S. Marine Corps[5].
- UK: Royaume-Uni – Deux reçus dans le cadre du programme prêt-bail[10].
- Modèle:Country data Free France: Free French Forces – Soixante-dix reçus par le biais du programme prêt-bail.
- France - l'armée française en avait encore 300 en service en 1984.
- Nazi Germany: Wehrmacht – Capturé aux États-Unis[12].
- Germany: Bundeswehr 1956 - 1962
- Belgium: Belgian Army – utilisation après-guerre.
- Israel: Israel Defense Forces – quelques unités au cours de ses premières années[13].
- Japan: Japan Ground Self-Defense Force – fourni par les États-Unis.
- Philippines: Philippine Army.
- Portugal: Portuguese Army.
- South Korea: Republic of Korea Army – fourni par les États-Unis.
- Thailand: Royal Thai Army – Toujours utilisé dans certaines unités anti-aériennes.
- Netherlands: Royal Netherlands Army – Plusieurs ont été achetés dans des dépôts militaires et utilisés par les unités anti-aériennes.

## Variantes
- M16 - Un T1E2 avec un châssis M45D quad-mount et un châssis M3 half-track[12].
- M16A1– Un M16 avec un châssis M3A1 half-track équipé du M45F Quad-mount[1].
- M16A2 - M16 avec M45D quad-mount remplacée par le M45F Quad-mount[14].
- M17 MGMC - M5 half-tracks avec le M45F quad-mount fourni en prêt-bail à l' URSS. Un total de 1 000 ont été produits par International Harvester de décembre 1943 à mars 1944[4]. Jusqu'à la moitié des forces de défense aérienne de l'Union soviétique se composaient de M17[15].